# Silgadji
Silgadji est une localité située dans le département de Tongomayel de la province du Soum dans la région Sahel au Burkina Faso.

## Histoire
Le 29 janvier 2020, un groupe de jihadistes attaque le marché de la ville, faisant trente-neuf morts,,.
Le 5 septembre 2022, un autobus venant de Ouagadougou explose sur une mine, faisant plus de trente-cinq morts. L'attentat est attribué à des islamistes.

## Santé et éducation
Le village possède deux écoles primaires publiques (A et B).